# Prleško narječje
Prleško narječje je narječje slovenskog jezika koje se govori u slovenskoj pokrajini Prlekiji, a najsrodnije je prekmurskom narječju ili jeziku. Granice Prlekije, odnosno prleškog narječja uspostavili su jezikoslovci u 19. stoljeću. Na istoku je granica rijeka Mura, na jugu državna granica s Hrvatskom, na sjeveru slovensko-goriško narječje (rijeka Mura, Radenci, Benedikt, od Slovenskih gorica do Dornave, Markovci, Stojnci, do hrvatske granice i do granice na rijeci Muri. To je područje na kome se govori prleško narječje ili se upotrebljava prleška leksika. Narječje se razlikuje od naselja do naselja. Glavni proučavatelj toga narječja je bio Rudolf Kolarič. Riječ "prleško" je nastala od priloga "prle" (prvle-prej), a što znači prije ili ranije.
Prleški se dijeli na više dijalekata:
1. Spodnje (donje)-prleški - istočno od crte Ormož-Ljutomer
2. Srednje-prleški - donje Ptujsko polje između rijeke Pesnice in Ščavnice
3. Kujleški - (kuj - odmah) - između rijeke Dravinje i Drave i na Zgornjem Ptujskem polju
4. Zgornje (gornje)-prleški - sjeverno od Ptuja između Pesnice i Drave.